# Vit masksjögurka
Vit masksjögurka (Leptosynapta decaria) är en sjögurkeart som först beskrevs av Ostergren 1905.  Vit masksjögurka ingår i släktet Leptosynapta och familjen masksjögurkor. Enligt den svenska rödlistan är arten otillräckligt studerad i Sverige. Arten förekommer i Götaland. Artens livsmiljö är havet. Inga underarter finns listade i Catalogue of Life.